# ويليام دبليو. ريد
ويليام دبليو. ريد (بالإنجليزية: William W. Reed)‏ هو سياسي أمريكي، ولد في 8 فبراير 1825، وتوفي في 1916. حزبياً، نشط في الحزب الجمهوري والحزب الديمقراطي. وقد انتخب عضو جمعية ولاية ويسكونسن وانتخب عضو مجلس ولاية ويسكونسن.